# Jakkit Wachpirom
Jakkrit Wachpirom (Thai จักรกฤษณ์ เวชภิรมย์) hoặc còn được biết với tên đơn giản Ice (tiếng Thái: ไอซ์), là một cầu thủ bóng đá người Thái Lan thi đấu ở vị trí tiền vệ chạy cánh phải hay Hậu vệ phải cho câu lạc bộ tại Thai League 1 Sukhothai.

## Sự nghiệp quốc tế
Anh đoạt chức vô địch Giải vô địch bóng đá U-19 Đông Nam Á 2015 với U-19 Thái Lan. Vào tháng 1 năm 2018, anh có mặt trong đội hình của U-23 Thái Lan tham dự Giải vô địch bóng đá U-23 châu Á 2018 tại Trung Quốc.

## Bàn thắng quốc tế

### U-19
| #  | Ngày                | Địa điểm                                       | Đối thủ   | Tỉ số | Kết quả | Giải đấu                                  |
| -- | ------------------- | ---------------------------------------------- | --------- | ----- | ------- | ----------------------------------------- |
| 1. | 24 tháng 8 năm 2015 | Sân vận động Quốc gia Lào mới, Viêng Chăn, Lào | Lào       | 1–0   | 2–1     | Giải vô địch bóng đá U-19 Đông Nam Á 2015 |
| 2. | 24 tháng 8 năm 2015 | Sân vận động Quốc gia Lào mới, Viêng Chăn, Lào | Lào       | 2–0   | 2–1     | Giải vô địch bóng đá U-19 Đông Nam Á 2015 |
| 3. | 30 tháng 8 năm 2015 | Sân vận động Quốc gia Lào mới, Viêng Chăn, Lào | Campuchia | 2–0   | 6–0     | Giải vô địch bóng đá U-19 Đông Nam Á 2015 |
| 4. | 16 tháng 9 năm 2016 | Sân vận động Hàng Đẫy, Hà Nội, Việt Nam        | Campuchia | 1–1   | 2–1     | Giải vô địch bóng đá U-19 Đông Nam Á 2016 |
| 5. | 24 tháng 9 năm 2016 | Sân vận động Hàng Đẫy, Hà Nội, Việt Nam        | Úc        | 5–1   | 5–1     | Giải vô địch bóng đá U-19 Đông Nam Á 2016 |

## Danh hiệu

### Quốc tế
U-19 Thái Lan
- Giải vô địch bóng đá U-19 Đông Nam Á
  -  Vô địch (1): 2015